# العلاقات البوتانية التشيلية
العلاقات البوتانية التشيلية هي العلاقات الثنائية التي تجمع بين بوتان وتشيلي.

## البعثات الدبلوماسية
لا توجد سفارة  لتشيلي في بوتان،
ولا توجد سفارة  لبوتان في تشيلي.

## مقارنة بين البلدين
هذه مقارنة عامة ومرجعية للدولتين:
| وجه المقارنة                                              | بوتان          | تشيلي                         |
| --------------------------------------------------------- | -------------- | ----------------------------- |
| المساحة (كم2)                                             | 38.39 ألف      | 756.10 ألف                    |
| عدد السكان (نسمة)                                         | 807.61 ألف     | 17.37 مليون                   |
| الكثافة السكانية (ن./كم²)                                 | 21.04          | 22.97                         |
| العاصمة                                                   | تيمفو          | سانتياغو                      |
| اللغة الرسمية                                             | لغة دزونكا     | اللغة الإسبانية               |
| العملة                                                    | نغولترم بوتاني | بيزو تشيلي، وحدة حساب تشيلية ‏ |
| الناتج المحلي الإجمالي (بليون دولار)                      | 2.51 مليار     | 277.08 مليار                  |
| الناتج المحلي الإجمالي (تعادل القوة الشرائية) بليون دولار | 6.49 مليار     | 419.39 مليار                  |
| الناتج المحلي الإجمالي الاسمي للفرد دولار أمريكي          | 2.66 ألف       | 13.42 ألف                     |
| الناتج المحلي الإجمالي للفرد دولار أمريكي                 | 7.82 ألف       | 22.07 ألف                     |
| مؤشر التنمية البشرية                                      | 0.605          | 0.832                         |
| رمز المكالمات الدولي                                      | +975           | +56                           |
| رمز الإنترنت                                              | .bt            | .cl                           |
| المنطقة الزمنية                                           | ت ع م+06:00    | 00، 00، 00، 00                |

## منظمات دولية مشتركة
يشترك البلدان في عضوية مجموعة من المنظمات الدولية، منها:
| علم المنظمة | اسم المنظمة                        | تاريخ انضمام بوتان | تاريخ انضمام تشيلي |
| ----------- | ---------------------------------- | ------------------ | ------------------ |
|             | وكالة ضمان الاستثمار متعدد الأطراف | 21 أكتوبر 2014     | 12 أبريل 1988      |
|             | منظمة الشرطة الجنائية الدولية      | ?                  | ?                  |
|             | منظمة حظر الأسلحة الكيميائية       | ?                  | ?                  |
|             | الأمم المتحدة                      | 21 سبتمبر 1971     | 24 أكتوبر 1945     |
|             | مؤسسة التمويل الدولية              | 1 ديسمبر 2003      | 15 أبريل 1957      |
|             | يونسكو                             | 13 أبريل 1982      | 7 يوليو 1953       |
|             | مؤسسة التنمية الدولية              | 28 سبتمبر 1981     | 30 ديسمبر 1960     |
|             | البنك الدولي للإنشاء والتعمير      | 28 سبتمبر 1981     | 31 ديسمبر 1945     |
|             | الاتحاد البريدي العالمي            | ?                  | ?                  |
|             | الاتحاد الدولي للاتصالات           | 15 سبتمبر 1988     | 1908               |

## وصلات خارجية
- موقع وزارة الخارجية البوتانية
- موقع وزارة الخارجية التشيلية